# Lambda Cassiopeiae
Lambda Cassiopeiae (λ Cassiopeiae , förkortat Lambda Cas, λ Cas) som är stjärnans Bayerbeteckning, är en dubbelstjärna belägen i södra delen av stjärnbilden Cassiopeja. Den har en kombinerad skenbar magnitud på 4,77 och är svagt synlig för blotta ögat. Baserat på parallaxmätning inom Hipparcosuppdraget på ca 8,64 mas, beräknas den befinna sig på ett avstånd av 380 ljusår (116 parsek) från solen.

## Egenskaper
Både primärstjärnan (A) och följeslagaren (B) i Lambda Cassiopeiae är en blå-vit stjärna i huvudserien av spektralklass B7.5V/B8.5V. De två stjärnorna är separerade med 0,6 bågsekunder och fullgör ett omlopp kring deras gemensamma masscentrum på ca 250 år. Lambda Cassiopeiae (A) har en radie som är 2,94 gånger solens och utsänder från sin fotosfär 73 gånger mer energi än solen vid en effektiv temperatur på 11 375 K.